# Liden sol (album)
 For alternative betydninger, se Liden sol. (Se også artikler, som begynder med Liden sol)
Liden sol er det tredje studiealbum fra den danske sangerinde Helene Blum. Det blev udgivet i 2010 og blev godt modtaget af anmelderne.
Albummet indeholder fortolkninger af gamle danske sange og enkelte nye.
Sangen "Gennem marv og ben" er skrevet af Christian Juncker og Klaus Lynggaard til albummet. Teksten til "Det er hvidt derude" er skrevet af Steen Steensen Blicher i 1838 og den har en melodi skrevet af Thomas Laub i 1914. "Der er noget i luften" er skrevet af Vilhelm Gregersen i 1911. Teksten til "Spurven sidder stum bag kvist" er forfattet af Jeppe Aakjær i 1910, mens Thorvald Aagaard har skrevet melodien i 1915.

## Spor
1. "Liden sol" - 2:14
2. "Gennem marv og ben" (Christian Juncker, Klaus Lynggaard) - 3:37
3. "Spurven sidder stum bag kvist" (Jeppe Aakjær, Thorvald Aagaard) - 3:15
4. "Der er noget i luften" (Vilhelm Gregersen) - 3:10
5. "Fryd dig, du Kristi brud" - 2:12
6. "Decembernat" - 4:06
7. "Julevise" - 3:15
8. "Julefest" - 3:34
9. "Ouverture (Det er hvidt herude)" (Steen Steensen Blicher, Thomas Laub) - 4:39
10. "Sneflokke kommer vrimlende" - 1:01

## Medvirkende
- Helene Blum - vokal
- Harald Haugaard - violin
- Rasmus Zeeberg - guitar, mandolin
- Sune Hansbæk - guitar
- Kirstine Elise Pedersen - cello
- Tapana Varis - kontrabas, jødeharpe
- Torben Sminge - flygelhorn
- Sune Rahbek - percussion